# Oscar Hugh Lipscomb
Oscar Hugh Lipscomb (Mobile, 21 settembre 1931 – Mobile, 15 luglio 2020) è stato un arcivescovo cattolico statunitense.

## Biografia
Monsignor Oscar Hugh Lipscomb nacque a Mobile, Alabama, il 21 settembre 1931 da Oscar H. Lipscomb (1908-1987) e Margaret Saunders (1910-1980). Aveva una sorella, Margaret Joyce, coniugata Bolton (1933-2018).

### Formazione e ministero sacerdotale
Frequentò il McGill Institute di Mobile, oggi nota McGill-Toolen Catholic High School, dove oggi un complesso atletico gli è intitolato. Nel 1949, dopo essersi diplomato alla McGill, entrò nel St. Bernard Junior Seminary and College di Cullman. Nel 1951 venne inviato al Pontificio collegio americano del Nord di Roma, dove rimase fino alla sua ordinazione.
Il 15 luglio 1956 fu ordinato presbitero per la diocesi Mobile-Birmingham nella basilica dei Santi XII Apostoli a Roma. Proseguì gli studi all'Università Cattolica d'America a Washington dove conseguì un Master of Arts in storia nel 1960 e un dottorato di ricerca nella stessa disciplina nel 1963.
Fu parroco a Mobile ed educatore al McGill Institute e allo Spring Hill College. Nel 1966 venne nominato cancelliere arcivescovile.

### Ministero episcopale
Il 29 luglio 1980 papa Giovanni Paolo II lo nominò arcivescovo metropolita di Mobile. Ricevette l'ordinazione episcopale il 16 novembre successivo dall'arcivescovo metropolita di Saint Louis John Lawrence May, co-consacranti il vescovo ausiliare di Alexandria-Shreveport William Benedict Friend e il vescovo di Savannah Raymond William Lessard.
Monsignor Lipscomb apparve sotto i riflettori nazionali all'inizio degli anni '90 a causa delle polemiche che videro coinvolto il reverendo David C. Trosch, un prete dell'arcidiocesi che operava a Magnolia Springs, una comunità nella parte meridionale della contea di Baldwin, a sud-est di Mobile. Trosch scatenò molte polemiche con le sue dichiarazioni anti-abortiste. Egli sosteneva la teoria dell'omicidio giustificato nel caso di uccisione di chi pratica aborti e tentò di inserire un annuncio nel giornale Mobile Press-Register con una vignetta che mostrava un uomo che punta una pistola a un dottore che teneva un coltello su una donna incinta. Lipscomb offrì a Trosch "l'alternativa di rispettare pubblicamente il giudizio (dell'arcivescovado) su questo erroneo insegnamento o di abbandonare la sua posizione pubblica nella Chiesa". Monsignor Lipscomb rimosse padre Trosch dai suoi incarichi pastorali nell'agosto del 1993 in un'azione disciplinare che era meno severa di una censura, permettendogli di continuare a dire messa ma limitandolo a non avere "nessun ruolo pubblico nella Chiesa". Padre Trosch mantenne un sito web sotto il nome di un'organizzazione no-profit denominata "Life Enterprises Unlimited" con sede a Mobile fino alla sua morte. In esso criticava molte persone che definiva "peccatori legati all'inferno", incluso l'arcivescovo Lipscomb.
Nel dicembre del 2004 compì la visita ad limina.
Dall'aprile del 2002 al 3 febbraio 2011 fu primo vicepresidente del Comitato "Vox Clara", che si occupa della traduzione dei testi liturgici in inglese. Per molti anni fu membro della commissione congiunta per il dialogo tra la Chiesa cattolica e la Chiesa ortodossa.
Il 2 aprile 2008 papa Benedetto XVI accettò la sua rinuncia al governo pastorale dell'arcidiocesi per raggiunti limiti di età. Monsignor Lipscomb continuò a rimanere attivo per diversi anni partecipando a messe ed eventi in tutta l'arcidiocesi.
Durante il suo episcopato fece parte di diversi comitati della Conferenza dei vescovi cattolici degli Stati Uniti, dei consigli di diversi college, della commissione per il seminario e del consiglio di amministrazione del Dipartimento per gli archivi e la storia dell'Alabama. Fece parte anche di comitati cattolici nazionali e internazionali, tra cui la Catholic Common Ground Initiative, il Catholic Health Association Committee on Ethics and Values, l'Institute for Advanced Catholic Studies, il Southeast Pastoral Institute. A livello locale era membro del consiglio del museo di Mobile, dell'Alabama Historical Association, dei Cavalieri di Colombo, dei Cavalieri di Pietro Claver, del Sovrano militare ordine di Malta, dell'Ordine equestre del Santo Sepolcro di Gerusalemme, dei Friendly Sons of St. Patrick, del capitolo di Mobile della Freedom Foundation at Valley Forge, del Lions Club di Mobile, del Mobile Metropolitan YMCA e di varie altre associazioni dedite allo studio della storia della Chiesa.
Amava anche gli eventi sportivi della McGill-Toolen Catholic High School e raramente mancava una partita di calcio del venerdì sera. Nel 2008 gli fu intitolato il complesso atletico della McGill-Toolen Catholic High School che oggi porta il nome di Lipscomb Field.
Nel 1981 venne nominato "Mobilian of the Year".
Morì nella casa per anziani "Sacro Cuore" delle Piccole sorelle dei poveri a Mobile il 15 luglio 2020 all'età di 88 anni dopo un lungo periodo di declino fisico. Le esequie si tennero il 21 luglio nella cattedrale dell'Immacolata Concezione a Mobile in forma strettamente privata a causa della pandemia di COVID-19 e furono presiedute da monsignor Thomas John Rodi. L'omelia venne pronunciata da monsignor Michael Farmer, già vicario generale e al momento parroco della parrocchia di San Michele ad Auburn. La messa fu trasmessa in diretta nella pagina Facebook del giornale diocesano The Catholic Week e su Archangel Radio 1410 AM/94.5 FM. Al termine del rito fu sepolto nella cripta della cattedrale.

## Genealogia episcopale e successione apostolica
La genealogia episcopale è:
- Cardinale Scipione Rebiba
- Cardinale Giulio Antonio Santori
- Cardinale Girolamo Bernerio, O.P.
- Arcivescovo Galeazzo Sanvitale
- Cardinale Ludovico Ludovisi
- Cardinale Luigi Caetani
- Cardinale Ulderico Carpegna
- Cardinale Paluzzo Paluzzi Altieri degli Albertoni
- Papa Benedetto XIII
- Papa Benedetto XIV
- Cardinale Enrico Enriquez
- Arcivescovo Manuel Quintano Bonifaz
- Cardinale Buenaventura Córdoba Espinosa de la Cerda
- Cardinale Giuseppe Maria Doria Pamphilj
- Papa Pio VIII
- Papa Pio IX
- Cardinale Raffaele Monaco La Valletta
- Cardinale Diomede Angelo Raffaele Gennaro Falconio, O.F.M.Ref.
- Vescovo Joseph Chartrand
- Cardinale Joseph Elmer Ritter
- Cardinale John Patrick Cody
- Arcivescovo John Lawrence May
- Arcivescovo Oscar Hugh Lipscomb

La successione apostolica è:
- Vescovo Raymond James Boland (1988)
- Arcivescovo Thomas John Rodi (2001)
- Vescovo Joseph Nunzio Latino (2003)